# Macromia septima
Macromia septima – gatunek ważki z rodziny Macromiidae.